# Gnosticisme
Gnosticisme er en fællesbetegnelse for religiøse filosofier, mysteriereligioner og sekter, der havde en betydelig udbredelse i hellenistisk-romersk tid i Middelhavsområdet, hvorfra de bredte sig i Centralasien.
Betegnelsen kommer af gnosis (gr. γνώσις gnṓsis ord for "erkendelse") der refererer til gnosticismens fokus på erhvervelsen af en mystisk erkendelse eller indsigt som det centrale mål i tilværelsen. Gnosticismen indebærer typisk en forestilling om en mytologisk kamp mellem lys og mørke, sjæl og legeme; idet legemet sættes i forbindelse med den ringeagtede materielle verden, der oftest anses for underlagt en malevolent guddom – en såkaldt demiurg – medens sjælen tænkes at have sit ophav i en højere åndelig verden, hvor Gud regerer sammen med æoner – oplyste guddommelige væsener.
Gnosticismen opstod i førkristen tid, men vandt stor udbredelse i de første århundreder e.Kr. med betydelige ligheder mellem gnosticismen og den allertidligste kristendom. Særligt Johannes' skrifter viser mange gnosticerende træk i ordvalg og tematik. Dertil kommer, at vi senest i det 2. århundrede e.Kr. har positive vidnesbyrd om gnostiske kristendomsformer, der var i opposition til de strømninger, der skulle blive til den traditionelle kristendom. Man kan argumentere for, at f.eks. Thomasevangeliet og Markion er tidlige udtryk for en sådan kristen-gnostisk strømning, og i Nag Hammadi-teksterne fra ca. år 400 finder vi et tydeligt udtryk for en gnostisk kristendom. Endnu i det 2. århundredes gnosticisme findes adskillige præ-kristne træk.